# Monte Capuccio, Monte Sant'Antonio
Monte Capuccio, Monte Sant'Antonio este o arie protejată (arie specială de conservare — SAC, sit de importanță comunitară — SCI) din Italia întinsă pe o suprafață de 900 ha, integral pe uscat.

## Localizare
Centrul sitului Monte Capuccio, Monte Sant'Antonio este situat la coordonatele 44°39′20″N 10°01′42″E / 44.655556°N 10.028333°E.

## Înființare
Situl Monte Capuccio, Monte Sant'Antonio a fost declarat sit de importanță comunitară în decembrie 1995 pentru a proteja 1 specie de plante și 19 specii de animale. Situl a fost protejat și ca arie specială de conservare în martie 2019.

## Biodiversitate
Situată în ecoregiunea continentală, aria protejată conține 11 habitate naturale: Formațiuni de Juniperus communis pe lande sau pajiști calcaroase, Pajiști uscate seminaturale și facies de acoperire cu tufișuri pe substraturi calcaroase (Festuco-Brometalia) (* situri importante pentru orhidee), Grohotișuri termofile și vest-mediteraneene, Râuri cu maluri nămoloase cu vegetație de Chenopodion rubri p.p. și Bidention p.p., Râuri de munte și vegetația lor lemnoasă cu Myricaria germanica, Râuri de munte și vegetația lor lemnoasă cu Salix elaeagnos, Ape stătătoare oligotrofe până la mezotrofe, cu vegetație de Littorelletea uniflorae și/sau de Isoëto-Nanojuncetea, Galerii de Salix alba și de Populus alba, Pseudostepă cu ierburi și specii anuale de Thero-Brachypodietea, Pajiști cu Molinia pe soluri calcaroase, turboase sau argilos-nămoloase (Molinion caeruleae), Ape puternic oligomezotrofe cu vegetație bentonică cu Chara spp..
La baza desemnării sitului se află mai multe specii protejate:
- plante (1): Himantoglossum adriaticum
- păsări (9): fâsă-de-câmp (Anthus campestris), caprimulg (Caprimulgus europaeus), șerpar (Circaetus gallicus), erete cenușiu (Circus pygargus), presură de grădină (Emberiza hortulana), sfrâncioc roșiatic (Lanius collurio), ciocârlie de pădure (Lullula arborea), viespar (Pernis apivorus), chiră de baltă (Sterna hirundo)
- amfibieni (1): Triturus carnifex
- nevertebrate (4): croitorul mare al stejarului (Cerambyx cerdo), Euplagia quadripunctaria, rădașcă (Lucanus cervus), Vertigo moulinsiana
- pești (5): Barbus caninus, Barbus plebejus, Cobitis bilineata, Protochondrostoma genei, Telestes muticellus

Pe lângă speciile protejate, pe teritoriul sitului au mai fost identificate 27 de specii de plante, 3 specii de amfibieni, 6 specii de mamifere, 2 specii de nevertebrate, 2 specii de pești, 6 specii de reptile.